# Tomīāneh
Tomīāneh (persiska: تمیانه, Tūmīāneh) är en ort i Iran.   Den ligger i provinsen Kermanshah, i den västra delen av landet, 500 km väster om huvudstaden Teheran. Tomīāneh ligger 1 342 meter över havet och antalet invånare är 292.
Terrängen runt Tomīāneh är kuperad åt nordost, men åt sydväst är den platt. Runt Tomīāneh är det ganska tätbefolkat, med 60 invånare per kvadratkilometer. Närmaste större samhälle är Ḩomeyl, 5,3 km söder om Tomīāneh. Omgivningarna runt Tomīāneh är i huvudsak ett öppet busklandskap.